# Луис Аяла
Луис Алберто Аяла Салинас (на испански: Luis Alberto Ayala Salinas) е чилийски тенисист.

## Биография
Луис Аяла е роден на 18 септември 1932 г. в Сантяго де Чиле, Чили.
Аяла почива на 4 септември 2024 г. на 91 години.

## Кариера
Луис Аяла постоянно е класиран сред 10 най-добри тенисисти в света както от Нед Потър, така и от Ланс Тингей между 1956 и 1961 г. Тингей от „Дейли Телеграф“ го класира като световен номер 5 през 1958 г., под номер 6 през 1959 г., под номер 7 през 1960 г. и номер 7 отново през 1961.
Аяла два пъти е вицешампион на сингъл на Откритото първенство на Франция. През 1958 г., като пети поставен, той достига до финала, след като побеждава играч номер 1 в света Ашли Купър на полуфинала. На финала гъби в два сета от Мервин Роуз. През 1960 г. Аяла отново достига до финала, но губи в пет сета от Никола Пиетранджели. Той печели титлата на смесени двойки на Откритото първенство на Франция през 1956 г. с Телма Койн Лонг.
През 1961 г. Аяла става професионалист и се присъединява към турнето на Джак Креймър.
Аяла представя Чили за Купа Дейвис от 1952 до 1960 г., като участва в 18 мача и записва рекорд от 37 победи и 14 загуби. Най-забележителното му представяне е през 1955 г., когато Чили достига до полуфинал на Зона Европа, но е победена от Швеция, въпреки че Аяла печели и двата си мача на сингъл срещу Ленарт Бергелин и Свен Давидсон.

## Кариерна статистика

### Финали на сингъл отГолям шлем(2)
| година | турнир      | съперник            | резултат                          |
| ------ | ----------- | ------------------- | --------------------------------- |
| 1958   | Ролан Гарос | Мервин Роуз         | 3 – 6, 4 – 6, 4 – 6               |
| 1960   | Ролан Гарос | Никола Пиетранджели | 6 – 3, 3 – 6, 4 – 6, 6 – 4, 3 – 6 |